# Australicium
Australicium là một chi nấm thuộc họ Phanerochaetaceae.